# Bosrobert
Bosrobert és un municipi francès situat al departament de l'Eure i a la regió de Normandia. L'any 2007 tenia 440 habitants.

## Demografia

### Població
El 2007 la població de fet de Bosrobert era de 440 persones. Hi havia 150 famílies, de les quals 29 eren unipersonals (8 homes vivint sols i 21 dones vivint soles), 50 parelles sense fills, 63 parelles amb fills i 8 famílies monoparentals amb fills.
La població ha evolucionat segons el següent gràfic:
Habitants censats

### Habitatges
El 2007 hi havia 194 habitatges, 156 eren l'habitatge principal de la família, 27 eren segones residències i 11 estaven desocupats. 191 eren cases i 1 era un apartament. Dels 156 habitatges principals, 135 estaven ocupats pels seus propietaris, 18 estaven llogats i ocupats pels llogaters i 3 estaven cedits a títol gratuït; 2 tenien una cambra, 7 en tenien dues, 22 en tenien tres, 41 en tenien quatre i 84 en tenien cinc o més. 149 habitatges disposaven pel capbaix d'una plaça de pàrquing. A 68 habitatges hi havia un automòbil i a 80 n'hi havia dos o més.

### Piràmide de població
La piràmide de població per edats i sexe el 2009 era:
| Homes | Edats   | Dones |
| ----- | ------- | ----- |
| 0     | 95 o +  | 0     |
| 0     | 90 a 94 | 0     |
| 0     | 85 a 89 | 0     |
| 0     | 80 a 84 | 0     |
| 8     | 75 a 79 | 12    |
| 8     | 70 a 74 | 12    |
| 0     | 65 a 69 | 12    |
| 12    | 60 a 64 | 4     |
| 16    | 55 a 59 | 0     |
| 24    | 50 a 54 | 24    |
| 4     | 45 a 49 | 28    |
| 8     | 40 a 44 | 4     |
| 8     | 35 a 39 | 8     |
| 16    | 30 a 34 | 8     |
| 16    | 25 a 29 | 20    |
| 20    | 20 a 24 | 24    |
| 16    | 15 a 19 | 16    |
| 16    | 10 a 14 | 8     |
| 12    | 5 a 9   | 4     |
| 8     | 0 a 4   | 4     |

## Economia
El 2007 la població en edat de treballar era de 282 persones, 206 eren actives i 76 eren inactives. De les 206 persones actives 182 estaven ocupades (105 homes i 77 dones) i 25 estaven aturades (12 homes i 13 dones). De les 76 persones inactives 30 estaven jubilades, 17 estaven estudiant i 29 estaven classificades com a «altres inactius».

### Ingressos
El 2009 a Bosrobert hi havia 191 unitats fiscals que integraven 516,5 persones, la mediana anual d'ingressos fiscals per persona era de 17.555 €.

### Activitats econòmiques
Dels 11 establiments que hi havia el 2007, 1 era d'una empresa de fabricació d'altres productes industrials, 5 d'empreses de construcció, 1 d'una empresa de transport, 2 d'empreses d'hostatgeria i restauració, 1 d'una empresa d'informació i comunicació i 1 d'una empresa de serveis.
Dels 5 establiments de servei als particulars que hi havia el 2009, 1 era un paleta, 1 guixaire pintor, 1 fusteria i 2 restaurants.
L'any 2000 a Bosrobert hi havia 21 explotacions agrícoles que ocupaven un total de 455 hectàrees.

## Equipaments sanitaris i escolars
El 2009 hi havia una escola maternal integrada dins d'un grup escolar amb les comunes properes formant una escola dispersa.

## Poblacions més properes
El següent diagrama mostra les poblacions més properes.